# Шосе д'Антен
Вулиця Шосе-д'Антен (фр. Rue de la Chaussée-d'Antin) розташована у 9-му окрузі Парижа, завдовжки 578 метрів при ширині 20 м. Вулиця має давню історію, яка тягнеться з 1712 року.

### Історія
Часте перебування Луї XV у Парижі призвело до будівництва чудових резиденцій, таких як дім Луї Антуана де Пардейяна де Ґондріна, герцога Антена (1665—1736), сина маркізи де Монтеспан. Саме дім герцога Антена дав назву вулиці у 1712 р. У 1720 році ширину вулиці розширили до розміру бульвару.
Під час Французької революції вулиця була переіменована на вулицю Мірабо («rue Mirabeau») або вулицю Мірабо-патріота («rue Mirabeau le Patriote») (1791—1793). Потім названа вулицею Монблан (1793—1816).
На початку XIX століття вулиця стала центром заможних районів Парижа, заселеною, переважно представиниками вищих та середніх класів.
Попри офіційне перейменування на «вулицю Шоссе-д'Антен» ще в 1816 році, її стара назваа все ще використовувалася. Александр Дюма після повернення з Флоренції мешкав на вулиці з серпня 1843 року до листопада 1844 року. Він у всіх тодішніх листах і офіційних паперах, зазвичай, позначав адресу так: дім 45, вулиця Монблан.
У 1894 році по сусідству з будинком, де мешкав Олександр Дюма, була заснована Галерея Лафаєт. З 1905 року Галерея поширюється на всю довжину вулиці Шосе-д'Антен.

## У літературі
У XIX столітті аристократи цієї вулиці перебували у постійній конкуренції з аристократами передмістя Сен-Жермен, про що згадується у романому циклі «Людська комедія» Оноре де Бальзака. Хоча герби мемшканців цієї вулиці (таких як Фредерік де Нусінген або мадам де Серізі) були не такими давніми, вони були багатшими і впливовішими за давні аристократичні родини.
У романі «Полковник Шабер» Бальзак пише:
 З якою радістю і поспіхом я попрямував на вулицю Монблан, де моя дружина мала зупинитися в моєму особняку! Але вулиця Монблан перетворилася на вулицю Шоссе-д'Антен. Я не побачив свого особняка, його продали і знесли. Спекулянти побудували кілька будинків на місці мого саду. 